# انتف السادس

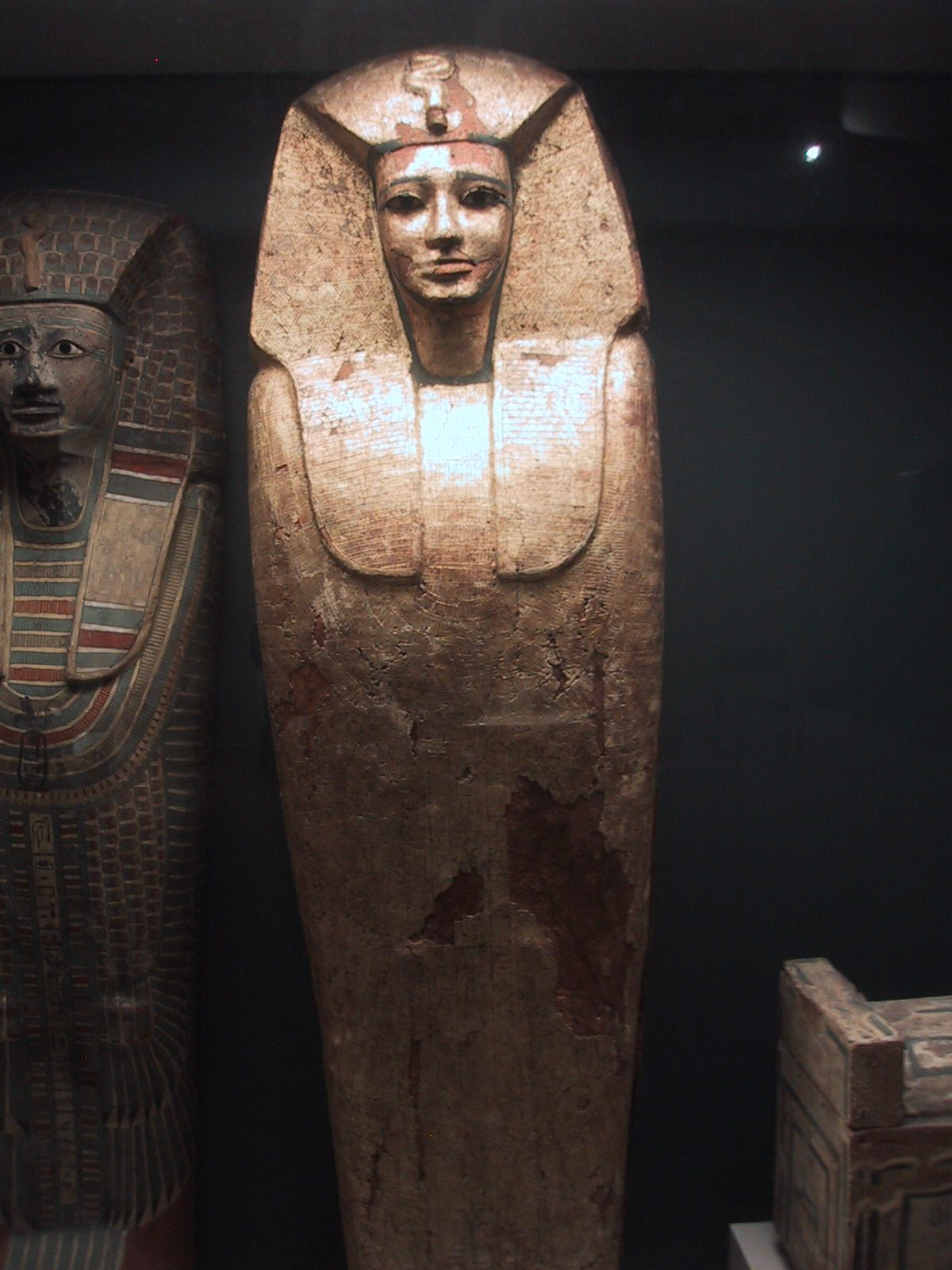
تابوت الملك انتف السادس بمتحف اللوفر

الملك انتف السادس والأسم الملكى سخم رع هر وب ماعت أحد ملوك الأسرة السابعة عشر.
كان الملك انتف السادس يحكم من طيبة في وقت كان يحكم مصر عدد من الملوك ، ويعتقد أن الملك انتف السادس هو ابن الملك سوبك ام ساف الأول وأخاه هو الملك انتف السابع الذي تولى الحكم بعده.
وقد عثر على تابوت الملك انتف السادس في جبانة طيبة في القرن التاسع عشر بالإضافة إلى أواني أحشاؤه وهم موجودون بمتحف اللوفر بفرنسا ، وقد نقش على التابوت اسم أنتف الأكبر كما نقش بجانبه أسم أخيه انتف السابع الذي يعتقد انه هو الذي قام بدفن أخيه كما يذكر أيضا انه اى انتف السادس جاء لأبويين ملكيين ، غير انه لم يتكن من تحديد مكان مقبرته ، ويعتقد انها بالقرب من جبانة ذراع أبو النجا في الضفة الغربية للأقصر حيث عثر على المقبرة الهرمية لأخيه انتف السابع في العام 2001م.